# Eduard Hilgard

Eduard Hilgard als Würzburger Rhenane, Wintersemester 1902/03

Eduard Hilgard (* 1. März 1884 in Bad Dürkheim; † 1982) war ein deutscher Versicherungsmanager.

## Leben
Nach dem Abitur am humanistischen Gymnasium in Speyer studierte Eduard Hilgard an den Universitäten Würzburg und Berlin Rechtswissenschaften. 1904 wurde er Mitglied des Corps Rhenania Würzburg. Nachdem er 1909 das bayerische Staatsexamen in Speyer abgelegt hatte, war er von 1910 bis 1914 als Assessor bei der bayerischen Regierung in Würzburg tätig. Am Ersten Weltkrieg nahm er als Reserveoffizier teil, zuletzt als Hauptmann der Reserve. Als Auszeichnung erhielt er das Eiserne Kreuz II. und I. Klasse sowie den Bayerischen Militärverdienstorden 4. Klasse. 1918 wurde er bayerischer Bezirkamt-Assessor in Neu-Ulm. Ende 1919 wechselte er in das Reichsfinanzministerium als Regierungs- und später Oberregierungsrat. Dort war er als Referent für Reparationsfragen tätig.
Im April 1921 trat Hilgard zur Allianz und Stuttgarter Verein Versicherungs-AG in Berlin über. Er wurde dort stellvertretendes und 1925 ordentliches Vorstandsmitglied. In dieser Funktion war er 1930 interimistischer Leiter der Neuen Frankfurter Allgemeinen Versicherungs-AG in Frankfurt. Dem Vorstand der Allianz gehörte er bis 1944 an. 1933 war er stellvertretender Vorsitzender des Vorstandes. 1933 war er Vorsitzender des Reichsverbands der Privatversicherung. 1934 wurde er Leiter der Reichsgruppe Versicherungen. Zum 1. Februar 1934 trat er der NSDAP bei (Mitgliedsnummer 2.009.482). Hilgard wurde zur Besprechung bei Göring am 12. November 1938 hinzugezogen, als es um die Beschlagnahme der Versicherungsgelder für den bei den Juden in der Reichskristallnacht angerichteten Schaden ging.
Nach dem Zweiten Weltkrieg gehörte er von 1948 bis 1953 dem Aufsichtsrat der Allianz an. Sein Sohn war der Diplomat Hanns Hilgard, der unter anderem zwischen 1971 und 1975 Botschafter der Bundesrepublik Deutschland in Luxemburg war.